# Szent Mihály és Gábriel arkangyalok fatemplom (Berkenyes)
A berkenyesi Szent Mihály és Gábriel arkangyalok fatemplom műemlékké nyilvánított épület Romániában, Kolozs megyében. A romániai műemlékek jegyzékében a  CJ-II-m-B-07529 sorszámon szerepel.